# Villards-d’Héria
Villards-d’Héria ist eine Gemeinde im französischen Département Jura in der Region Bourgogne-Franche-Comté.

## Geographie
Villards-d’Héria liegt auf 650 m, etwa zehn Kilometer westlich der Stadt Saint-Claude (Luftlinie). Das Dorf erstreckt sich im Jura, im Tal des Ruisseau d’Héria unterhalb des Lac d’Antre, am Westfuß der Roche d’Antre.
Die Fläche des 9,91 km² großen Gemeindegebiets umfasst einen Abschnitt des französischen Juras. Entwässert wird das Gebiet durch den Ruisseau d’Héria in einem tiefen Erosionstal nach Süden zur Bienne. Im nördlichen Gemeindeteil umfasst das Gebiet beide Talhänge und reicht auf die Höhe von Moirans (888 m), in die ausgedehnte Waldung der Forêt de Moirans und auf die Höhe der Forêt d’Annuelle. In einer Mulde an deren Westabhang befindet sich der kleine Lac d’Antre (820 m). Er wird im Norden vom markanten Kalkfelsen der Roche d’Antre überragt, auf dem mit 961 m die höchste Erhebung von Villards-d’Héria erreicht wird. Im südlichen Teil gehört nur der östliche Hang des Héria-Tales zur Gemeinde. Im äußersten Süden reicht das Gemeindeareal bis an den Rand des Bienne-Tals. Das Gemeindegebiet ist Teil des Regionalen Naturparks Haut-Jura (frz.: Parc naturel régional du Haut-Jura).
Zu Villards-d’Héria gehören neben dem eigentlichen Ort auch mehrere Weiler und Einzelhöfe, darunter:
- Petit Villard (640 m) am östlichen Talhang des Ruisseau d’Héria
- Grand Châtel (590 m) auf einer Geländeterrasse am östlichen Talhang des Ruisseau d’Héria

Nachbargemeinden von Villards-d’Héria sind Moirans-en-Montagne im Norden, Lavans-lès-Saint-Claude und Pratz im Osten, Jeurre im Süden sowie Martigna im Westen.

## Geschichte
Das Gemeindegebiet von Villards-d’Héria war bereits während der Römerzeit bewohnt. Hier befand sich im 1. und 2. Jahrhundert nach Christus eine Siedlung und eine Tempelanlage, die vermutlich kurz nach dem Jahr 200 aufgegeben wurde. Erste Ausgrabungen wurden 1698 auf Veranlassung von Ludwig XIV. durchgeführt.
Seit dem Mittelalter gehörten die beiden Siedlungen Grand Villard und Petit Villard zum Herrschaftsgebiet der Abtei Saint-Claude. Zusammen mit der Franche-Comté gelangten die Dörfer mit dem Frieden von Nimwegen 1678 an Frankreich. Im Jahre 1822 fusionierten Grand Villard und Petit Villard zur Gemeinde Villards-d’Héria. Zu einer Gebietsveränderung kam es 1946, als das vorher selbständige Grand-Châtel nach Villards-d’Héria eingemeindet wurde.

## Sehenswürdigkeiten
In Petit Villard befindet sich die Kapelle Saint-Laurent. Von der römischen Siedlung aus dem 1. Jahrhundert sind Reste einer Tempelanlage, der Umfassungsmauer, eines Theaters, von Wandmalereien und einer Badeanlage (das Wasser wurde vom Lac d’Antre abgeleitet) erhalten.
|  |  |

## Bevölkerung
| Jahr                       | 1962 | 1968 | 1975 | 1982 | 1990 | 1999 | 2008 | 2017 |
| Einwohner                  | 331  | 341  | 384  | 392  | 391  | 476  | 455  | 409  |
| Quellen: Cassini und INSEE |      |      |      |      |      |      |      |      |

Mit 391 Einwohnern (Stand 1. Januar 2022) gehört Villards-d’Héria zu den kleinen Gemeinden des Départements Jura. Nachdem die Einwohnerzahl in der ersten Hälfte des 20. Jahrhunderts stets im Bereich von rund 400 Personen gelegen hatte, wurde seit Beginn der 1990er-Jahre wieder eine Bevölkerungszunahme verzeichnet.

## Wirtschaft und Infrastruktur
Villards-d’Héria war bis weit ins 20. Jahrhundert hinein ein vorwiegend durch die Landwirtschaft sowie durch die Forstwirtschaft geprägtes Dorf. Daneben gibt es heute einige Betriebe des lokalen Kleingewerbes und ein Unternehmen der Kunststoffverarbeitung. Mittlerweile hat sich das Dorf auch zu einer Wohngemeinde gewandelt. Viele Erwerbstätige sind Wegpendler, die in den größeren Ortschaften der Umgebung ihrer Arbeit nachgehen.
Die Ortschaft ist verkehrstechnisch gut erschlossen. Sie liegt an der Hauptstraße D470, die von Lons-le-Saunier nach Saint-Claude führt. Diese Straße überspannt das Tal von Héria mit einem Viadukt, so dass der alte Ortskern vom Durchgangsverkehr entlastet ist. Weitere Straßenverbindungen bestehen mit Jeurre und Martigna.